# 吉列爾莫·斐瑞斯
吉列尔莫·佩雷斯（西班牙語：Guillermo Pérez  Sandoval，1979年10月14日—），墨西哥男子跆拳道運動員。2007年世界跆拳道錦標賽銀牌得主、2008年北京奧運會金牌得主。

## 家庭背景
吉列尔莫·佩雷斯出生於1979年10月14日，是一名獨生子。他的父親是一名計程車司機，母親是一個飾品店的老闆。
吉列尔莫·佩雷斯的父親和母親都很喜歡看關於功夫的中國電影，因此他非常喜歡李小龍。後來，父母把吉列尔莫·佩雷斯帶到一間跆拳道道館。隨著年齡的增長，在墨西哥這樣一個以足球為第一運動的國家裡，小佩雷斯對足球產生了濃厚興趣；在足球和跆拳道之間，母親為兒子作出了一個影響終生的決擇，支持他繼續學習跆拳道。

## 2008年北京奧運會
- 初賽：分數3:2擊敗英国選手米高·哈維。
- 1/8決赛：分數2:1擊敗阿富汗選手魯胡拉·尼帕伊。
- 1/4決赛：分數3:1擊敗泰國選手楚差瓦·考勞。
- 決赛：分數1:1打平多米尼加選手尤利斯·加夫列爾·梅塞德斯。後經裁判積極性投票，定出最終的勝利者為吉列尔莫·佩雷斯。[3]